# Major League Soccer 2012
Major League Soccer 2012 byl 17. ročník soutěže Major League Soccer působící ve Spojených státech amerických a v Kanadě. Základní část vyhrál tým San Jose Earthquakes, playoff a celou MLS vyhrál počtvrté tým Los Angeles Galaxy.

## Změny a formát soutěže
- Do ligy vstoupil 19. tým, kanadský celek Montreal Impact, který byl zařazen do Východní konference.
- Vstup devatenáctého celku mělo za následek nevyvážený program.
  - Týmy Západní konference hrály třikrát proti každému týmu ze své konference a jednou proti každému z Východní.
  - Týmy Východní konference hrály proti sedmi soupeřům z konference třikrát, se zbylými dvěma soupeři odehrály dvě utkání a jednou proti každému týmu ze Západní.
- Opět bylo upraveno pravidlo „Designated Player“ (hráčů nad rámec platového stropu). Pro tyto hráče byl upraven platový strop podle věku:
  - 20 let a méně: 150 000 USD
  - 21 až 23 let: 200 000 USD
  - 24 let a více: 350 000 USD
- Do playoff nově postoupilo pět týmů z každé konference. Čtvrtý tým s pátým se utká v jednom utkání o postup do semifinále konference proti nejlepšímu týmu konference.

## Základní část

### Západní konference
| Poř. | Tým                    | Z  | V  | R  | P  | VG | OG | B  |
| ---- | ---------------------- | -- | -- | -- | -- | -- | -- | -- |
| 1.   | San Jose Earthquakes   | 34 | 19 | 9  | 6  | 72 | 43 | 66 |
| 2.   | Real Salt Lake         | 34 | 17 | 6  | 11 | 46 | 35 | 57 |
| 3.   | Seattle Sounders FC    | 34 | 15 | 11 | 8  | 51 | 33 | 56 |
| 4.   | Los Angeles Galaxy     | 34 | 16 | 6  | 12 | 59 | 47 | 54 |
| 5.   | Vancouver Whitecaps FC | 34 | 11 | 10 | 13 | 35 | 41 | 43 |
| 6.   | FC Dallas              | 34 | 9  | 12 | 13 | 42 | 47 | 39 |
| 7.   | Colorado Rapids        | 34 | 11 | 4  | 19 | 44 | 50 | 37 |
| 8.   | Portland Timbers       | 34 | 8  | 10 | 16 | 34 | 56 | 34 |
| 9.   | CD Chivas USA          | 34 | 7  | 9  | 18 | 24 | 58 | 30 |

|  | Postup do semifinále konference |
|  | Postup do 1. kola playoff       |

### Východní konference
| Poř. | Tým                    | Z  | V  | R  | P  | VG | OG | B  |
| ---- | ---------------------- | -- | -- | -- | -- | -- | -- | -- |
| 1.   | Sporting Kansas City   | 34 | 18 | 9  | 7  | 42 | 27 | 63 |
| 2.   | D.C. United            | 34 | 17 | 7  | 10 | 53 | 43 | 58 |
| 3.   | New York Red Bulls     | 34 | 16 | 9  | 9  | 57 | 46 | 57 |
| 4.   | Chicago Fire           | 34 | 17 | 6  | 11 | 46 | 41 | 57 |
| 5.   | Houston Dynamo         | 34 | 14 | 11 | 9  | 48 | 41 | 53 |
| 6.   | Columbus Crew          | 34 | 15 | 7  | 12 | 44 | 44 | 52 |
| 7.   | Montreal Impact        | 34 | 12 | 6  | 16 | 45 | 51 | 42 |
| 8.   | Philadelphia Union     | 34 | 10 | 6  | 18 | 37 | 45 | 36 |
| 9.   | New England Revolution | 34 | 9  | 8  | 17 | 39 | 44 | 35 |
| 10.  | Toronto FC             | 34 | 5  | 8  | 21 | 36 | 62 | 23 |

|  | Postup do semifinále konference |
|  | Postup do 1. kola playoff       |

### Celkové pořadí
Poznámka: Celkové pořadí nemá vliv na postup do playoff, ten se rozhoduje podle pořadí v konferencích. Celkové pořadí určuje vítěze MLS Supporters' Shieldu, případného hostujícího týmu MLS Cupu a postup do LM.
| Poř. | Tým                      | Z  | V  | R  | P  | VG | OG | B  |
| ---- | ------------------------ | -- | -- | -- | -- | -- | -- | -- |
| 1.   | San Jose Earthquakes (C) | 34 | 19 | 9  | 6  | 72 | 43 | 66 |
| 2.   | Sporting Kansas City (P) | 34 | 18 | 9  | 7  | 42 | 27 | 63 |
| 3.   | D.C. United              | 34 | 17 | 7  | 10 | 53 | 43 | 58 |
| 4.   | New York Red Bulls       | 34 | 16 | 9  | 9  | 57 | 46 | 57 |
| 5.   | Real Salt Lake           | 34 | 17 | 6  | 11 | 46 | 35 | 57 |
| 6.   | Chicago Fire             | 34 | 17 | 6  | 11 | 46 | 41 | 57 |
| 7.   | Seattle Sounders FC      | 34 | 15 | 11 | 8  | 51 | 33 | 56 |
| 8.   | Los Angeles Galaxy       | 34 | 16 | 6  | 12 | 59 | 47 | 54 |
| 9.   | Houston Dynamo           | 34 | 14 | 11 | 9  | 48 | 41 | 53 |
| 10.  | Columbus Crew            | 34 | 15 | 7  | 12 | 44 | 44 | 52 |
| 11.  | Vancouver Whitecaps FC   | 34 | 11 | 10 | 13 | 35 | 41 | 43 |
| 12.  | Montreal Impact          | 34 | 12 | 6  | 16 | 45 | 51 | 42 |
| 13.  | FC Dallas                | 34 | 9  | 12 | 13 | 42 | 47 | 39 |
| 14.  | Colorado Rapids          | 34 | 11 | 4  | 19 | 44 | 50 | 37 |
| 15.  | Philadelphia Union       | 34 | 10 | 6  | 18 | 37 | 45 | 36 |
| 16.  | New England Revolution   | 34 | 9  | 8  | 17 | 39 | 44 | 35 |
| 17.  | Portland Timbers         | 34 | 8  | 10 | 16 | 34 | 56 | 34 |
| 18.  | CD Chivas USA            | 34 | 7  | 9  | 18 | 24 | 58 | 30 |
| 19.  | Toronto FC (CC)          | 34 | 5  | 8  | 21 | 36 | 62 | 23 |

Vysvětlivky: (C) – vítěz MLS Supporters' Shield, (P) – vítěz US Open Cup, (CC) – vítěz Canadian Championship
|  | Postup do Ligy mistrů CONCACAF 2013/14                               |
|  | Vítěz poháru – postup do Ligy mistrů CONCACAF 2013/14                |
|  | Vítěz Canadian Championship – postup do Ligy mistrů CONCACAF 2012/13 |

## Playoff
Poznámka: U semifinále a finále konferencí uváděno celkové skóre po dvou zápasech.
|  | 1. kolo | 1. kolo             | 1. kolo              |                     |   | Semifinále konference | Semifinále konference | Semifinále konference |  |    | Finále konference  | Finále konference | Finále konference  |   |  | MLS Cup | MLS Cup | MLS Cup |
|  |         |                     |                      |                     |   |                       |                       |                       |  |    |                    |                   |                    |   |  |         |         |         |
|  |         |                     |                      |                     |   |                       |                       |                       |  |    |                    |                   |                    |   |  |         |         |         |
|  |         | W1                  | San Jose Earthquakes | 2                   |   |                       |                       |                       |  |    |                    |                   |                    |   |  |         |         |         |
|  |         |                     |                      | 2                   |   |                       |                       |                       |  |    |                    |                   |                    |   |  |         |         |         |
|  |         |                     | W4                   | Los Angeles Galaxy  | 3 |                       |                       |                       |  |    |                    |                   |                    |   |  |         |         |         |
|  | W4      | Los Angeles Galaxy  | W4                   | Los Angeles Galaxy  | 3 | 2                     |                       |                       |  |    |                    |                   |                    |   |  |         |         |         |
|  | W4      | Los Angeles Galaxy  |                      |                     |   | 2                     |                       |                       |  |    |                    |                   |                    |   |  |         |         |         |
|  | W5      | Vancouver Whitecaps | 1                    |                     |   |                       |                       |                       |  |    |                    |                   |                    |   |  |         |         |         |
|  | W5      | Vancouver Whitecaps | 1                    |                     |   |                       |                       |                       |  | W4 | Los Angeles Galaxy | 4                 |                    |   |  |         |         |         |
|  |         |                     |                      |                     |   |                       |                       |                       |  | W4 | Los Angeles Galaxy | 4                 |                    |   |  |         |         |         |
|  |         | W3                  | Seattle Sounders FC  | 2                   |   |                       |                       |                       |  |    |                    |                   |                    |   |  |         |         |         |
|  |         | W3                  | Seattle Sounders FC  | 2                   |   |                       |                       |                       |  |    |                    |                   |                    |   |  |         |         |         |
|  |         |                     |                      |                     |   |                       |                       |                       |  |    |                    |                   |                    |   |  |         |         |         |
|  |         |                     |                      |                     |   |                       |                       |                       |  |    |                    |                   |                    |   |  |         |         |         |
|  |         | W2                  | Real Salt Lake       | 0                   |   |                       |                       |                       |  |    |                    |                   |                    |   |  |         |         |         |
|  |         |                     |                      | 0                   |   |                       |                       |                       |  |    |                    |                   |                    |   |  |         |         |         |
|  |         |                     | W3                   | Seattle Sounders FC | 1 |                       |                       |                       |  |    |                    |                   |                    |   |  |         |         |         |
|  |         |                     | W3                   | Seattle Sounders FC | 1 |                       |                       |                       |  |    |                    |                   |                    |   |  |         |         |         |
|  |         |                     |                      |                     |   |                       |                       |                       |  |    |                    |                   |                    |   |  |         |         |         |
|  |         |                     |                      |                     |   |                       |                       |                       |  |    |                    |                   |                    |   |  |         |         |         |
|  |         |                     |                      |                     |   |                       |                       |                       |  |    |                    | W4                | Los Angeles Galaxy | 3 |  |         |         |         |
|  |         |                     |                      |                     |   |                       |                       |                       |  |    |                    |                   |                    |   |  |         |         |         |
|  |         | E5                  | Houston Dynamo       | 1                   |   |                       |                       |                       |  |    |                    |                   |                    |   |  |         |         |         |
|  |         | E5                  | Houston Dynamo       | 1                   |   |                       |                       |                       |  |    |                    |                   |                    |   |  |         |         |         |
|  |         |                     |                      |                     |   |                       |                       |                       |  |    |                    |                   |                    |   |  |         |         |         |
|  |         |                     |                      |                     |   |                       |                       |                       |  |    |                    |                   |                    |   |  |         |         |         |
|  |         | E1                  | Sporting Kansas City | 1                   |   |                       |                       |                       |  |    |                    |                   |                    |   |  |         |         |         |
|  |         |                     |                      | 1                   |   |                       |                       |                       |  |    |                    |                   |                    |   |  |         |         |         |
|  |         |                     | E5                   | Houston Dynamo      | 2 |                       |                       |                       |  |    |                    |                   |                    |   |  |         |         |         |
|  | E4      | Chicago Fire        | E5                   | Houston Dynamo      | 2 | 1                     |                       |                       |  |    |                    |                   |                    |   |  |         |         |         |
|  | E4      | Chicago Fire        |                      |                     |   | 1                     |                       |                       |  |    |                    |                   |                    |   |  |         |         |         |
|  | E5      | Houston Dynamo      | 2                    |                     |   |                       |                       |                       |  |    |                    |                   |                    |   |  |         |         |         |
|  | E5      | Houston Dynamo      | 2                    |                     |   |                       |                       |                       |  | E5 | Houston Dynamo     | 4                 |                    |   |  |         |         |         |
|  |         |                     |                      |                     |   |                       |                       |                       |  | E5 | Houston Dynamo     | 4                 |                    |   |  |         |         |         |
|  |         | E2                  | D.C. United          | 2                   |   |                       |                       |                       |  |    |                    |                   |                    |   |  |         |         |         |
|  |         | E2                  | D.C. United          | 2                   |   |                       |                       |                       |  |    |                    |                   |                    |   |  |         |         |         |
|  |         |                     |                      |                     |   |                       |                       |                       |  |    |                    |                   |                    |   |  |         |         |         |
|  |         |                     |                      |                     |   |                       |                       |                       |  |    |                    |                   |                    |   |  |         |         |         |
|  |         | E2                  | D.C. United          | 2                   |   |                       |                       |                       |  |    |                    |                   |                    |   |  |         |         |         |
|  |         |                     |                      | 2                   |   |                       |                       |                       |  |    |                    |                   |                    |   |  |         |         |         |
|  |         |                     | E3                   | New York Red Bulls  | 1 |                       |                       |                       |  |    |                    |                   |                    |   |  |         |         |         |
|  |         |                     | E3                   | New York Red Bulls  | 1 |                       |                       |                       |  |    |                    |                   |                    |   |  |         |         |         |
|  |         |                     |                      |                     |   |                       |                       |                       |  |    |                    |                   |                    |   |  |         |         |         |

### Finále
| 1. prosince 2012 13:30 (UTC-8)                                         |       |                |                                                                                |
| Los Angeles Galaxy                                                     | 3 : 1 | Houston Dynamo | Home Depot Center, Carson, Kalifornie diváci: 30 510 rozhodčí: Silviu Petrescu |
| Omar Gonzalez 60' Landon Donovan 65' (pen.) Robbie Keane 90'+4' (pen.) |       | 44' Calen Carr | Home Depot Center, Carson, Kalifornie diváci: 30 510 rozhodčí: Silviu Petrescu |

| Los Angeles Galaxy | Houston Dynamo |

| GK          | 12 | Josh Saunders         |       |     |
| RB          | 5  | Sean Franklin         |       |     |
| CB          | 4  | Omar Gonzalez         |       |     |
| CB          | 21 | Tommy Meyer           |       |     |
| LB          | 2  | Todd Dunivant         |       |     |
| CM          | 19 | Juninho               |       | 76' |
| CM          | 23 | David Beckham         |       | 89' |
| RM          | 9  | Christian Wilhelmsson |       | 74' |
| LM          | 18 | Mike Magee            |       |     |
| CF          | 7  | Robbie Keane          |       |     |
| CF          | 10 | Landon Donovan (C)    | 90+2' |     |
| Náhradníci: |    |                       |       |     |
| GK          | 24 | Brian Perk            |       |     |
| DF          | 20 | A. J. DeLaGarza       |       |     |
| DF          | 35 | Bryan Gaul            |       |     |
| MF          | 8  | Marcelo Sarvas        |       | 89' |
| MF          | 26 | Michael Stephens      |       | 76' |
| FW          | 11 | Pat Noonan            |       |     |
| FW          | 14 | Edson Buddle          |       | 74' |
| Trenér:     |    |                       |       |     |
| Bruce Arena |    |                       |       |     |

| GK              | 1  | Tally Hall          | 90+3' |     |
| RB              | 8  | Kofi Sarkodie       |       | 77' |
| CB              | 32 | Bobby Boswell       | 64'   |     |
| CB              | 4  | Jermaine Taylor     |       |     |
| LB              | 26 | Corey Ashe          |       |     |
| CM              | 13 | Ricardo Clark       |       |     |
| CM              | 16 | Adam Moffat         |       | 71' |
| RW              | 27 | Óscar Boniek García |       |     |
| LW              | 11 | Brad Davis (C)      |       |     |
| CF              | 3  | Calen Carr          |       | 59' |
| CF              | 12 | Will Bruin          |       |     |
| Náhradníci:     |    |                     |       |     |
| GK              | 24 | Tyler Deric         |       |     |
| DF              | 31 | André Hainault      |       |     |
| MF              | 17 | Luiz Camargo        |       |     |
| MF              | 23 | Giles Barnes        |       | 71' |
| FW              | 9  | Macoumba Kandji     |       | 59' |
| FW              | 15 | Cam Weaver          |       |     |
| FW              | 25 | Brian Ching         |       | 77' |
| Trenér:         |    |                     |       |     |
| Dominic Kinnear |    |                     |       |     |

#### Vítěz
| Major League Soccer 2012 Los Angeles Galaxy 4. titul B: Perk, Saunders O: DeLaGarza, Dunivant, Franklin, Gaul, Gonzalez, Meyer Z: Beckham, Juninho, Magee, Sarvas, Stephens, Wilhelmsson Ú: Buddle, Donovan, Keane, Noonan Trenér: Bruce Arena |

## Ocenění

### Hráč týdne
| #     | Hráč týdne | Hráč týdne        | Hráč týdne             | Gól týdne      | Gól týdne         | Gól týdne              | Zákrok týdne   | Zákrok týdne     | Zákrok týdne           |
| #     |            | Hráč              | Klub                   |                | Hráč              | Klub                   |                | Hráč             | Klub                   |
| ----- | ---------- | ----------------- | ---------------------- | -------------- | ----------------- | ---------------------- | -------------- | ---------------- | ---------------------- |
| 1     | Ghana      | Kalif Alhassan    | Portland Timbers       | Skotsko        | Kris Boyd         | Portland Timbers       | USA            | Nick Rimando     | Real Salt Lake         |
| 2     | USA        | David Estrada     | Seattle Sounders FC    | Jamajka        | Ryan Johson       | Toronto FC             | USA            | Joe Cannon       | Vancouver Whitecaps FC |
| 3     | Francie    | Thierry Henry     | New York Red Bulls     | Francie        | Thierry Henry     | New York Red Bulls     | USA            | Joe Cannon       | Vancouver Whitecaps FC |
| 4     | Francie    | Thierry Henry     | New York Red Bulls     | Libérie        | Darlington Nagbe  | Portland Timbers       | Itálie         | Paolo Tornaghi   | Chicago Fire           |
| 5     | Francie    | Thierry Henry     | New York Red Bulls     | Kostarika      | Álvaro Saborío    | Real Salt Lake         | Jamajka        | Donovan Ricketts | Montreal Impact        |
| 6     | USA        | Dan Kennedy       | CD Chivas USA          | Anglie         | David Beckham     | Los Angeles Galaxy     | USA            | Nick Rimando     | Real Salt Lake         |
| 7     | USA        | Chris Pontius     | D.C. United            | USA            | Kyle Beckerman    | Real Salt Lake         | Dánsko         | Jimmy Nielsen    | Sporting Kansas City   |
| 8     | USA        | Steven Lenhart    | San Jose Earthquakes   | Guatemala      | Marco Pappa       | Chicago Fire           | USA            | Nick Rimando     | Real Salt Lake         |
| 9     | USA        | Chris Wondolowski | San Jose Earthquakes   | Kolumbie       | Fredy Montero     | Seattle Sounders FC    | USA            | Nick Rimando     | Real Salt Lake         |
| 10    | USA        | Lee Nguyen        | New England Revolution | Anglie         | David Beckham     | Los Angeles Galaxy     | USA            | Sean Johnson     | Chicago Fire           |
| 11    | Kanada     | Dwayne De Rosario | D.C. United            | Kolumbie       | Fredy Montero     | Seattle Sounders FC    | USA            | Andy Gruenebaum  | Columbus Crew          |
| 12    | Venezuela  | Emilio Rentería   | Columbus Crew          | USA            | C. J. Sapong      | Sporting Kansas City   | USA            | Troy Perkins     | Portland Timbers       |
| 13–15 | Kanada     | Patrice Bernier   | Montreal Impact        | Brazílie       | Júlio César       | Sporting Kansas City   | Dánsko         | Jimmy Nielsen    | Sporting Kansas City   |
| 16    | USA        | Landon Donovan    | Los Angeles Galaxy     | USA            | Patrick Ianni     | Seattle Sounders FC    | USA            | Jason Hernandez  | San Jose Earthquakes   |
| 17    | Nizozemsko | Danny Koevermans  | Toronto FC             | USA            | Chris Wondolowski | San Jose Earthquakes   | Portoriko      | Josh Saunders    | Los Angeles Galaxy     |
| 18    | Kostarika  | Álvaro Saborío    | Real Salt Lake         | USA            | Jack McInerney    | Philadelphia Union     | Dánsko         | Jimmy Nielsen    | Sporting Kansas City   |
| 19    | USA        | Chris Wondolowski | San Jose Earthquakes   | Anglie         | David Beckham     | Los Angeles Galaxy     | Dánsko         | Jimmy Nielsen    | Sporting Kansas City   |
| 20    | USA        | Calen Carr        | Houston Dynamo         | USA            | Jose Villarreal   | Los Angeles Galaxy     | USA            | Matt Reis        | New England Revolution |
| 21    | Kostarika  | Jairo Arrieta     | Columbus Crew          | Francie        | Saër Sène         | New England Revolution | USA            | Sean Johnson     | Chicago Fire           |
| 22    | USA        | Eddie Johnson     | Seattle Sounders FC    | Brazílie       | Felipe Martins    | Montreal Impact        | USA            | Kevin Hartman    | FC Dallas              |
| 23    | USA        | Landon Donovan    | Los Angeles Galaxy     | Gambie         | Sanna Nyassi      | Montreal Impact        | USA            | Troy Perkins     | Montreal Impact        |
| 24    | Kolumbie   | David Ferreira    | FC Dallas              | USA            | Lamar Neagle      | Montreal Impact        | Jamajka        | Donovan Ricketts | Portland Timbers       |
| 25    | Argentina  | Federico Higuaín  | Columbus Crew          | Itálie         | Marco Di Vaio     | Montreal Impact        | Skotsko        | Steven Smith     | Portland Timbers       |
| 26    | Argentina  | Federico Higuaín  | Columbus Crew          | Anglie         | David Beckham     | Los Angeles Galaxy     | USA            | Matt Pickens     | Colorado Rapids        |
| 27    | USA        | Eddie Johnson     | Seattle Sounders FC    | USA            | Eddie Johsnon     | New York Red Bulls     | USA            | Nick Rimando     | Real Salt Lake         |
| 28    | USA        | Sean Johnson      | Chicago Fire           | Kolumbie       | Fredy Montero     | Seattle Sounders FC    | Brazílie       | Marcelo Sarvas   | Los Angeles Galaxy     |
| 29    | Francie    | Thierry Henry     | New York Red Bulls     | Argentina      | Javier Morales    | Real Salt Lake         | USA            | Nick Rimando     | Real Salt Lake         |
| 30    | USA        | Chris Wondolowski | San Jose Earthquakes   | Kostarika      | Álvaro Saborío    | Real Salt Lake         | USA            | Nick Rimando     | Real Salt Lake         |
| 31    | Francie    | Thierry Henry     | New York Red Bulls     | Irsko          | Robbie Keane      | Los Angeles Galaxy     | Dánsko         | Jimmy Nielsen    | Sporting Kansas City   |
| 32    | USA        | Chris Wondolowski | San Jose Earthquakes   | USA            | Jack Jewsbury     | Portland Timbers       | Dánsko         | Jimmy Nielsen    | Sporting Kansas City   |
| 33    | USA        | Brad Evans        | Seattle Sounders FC    | USA            | Jacob Peterson    | Sporting Kansas City   | neznámá vlajka |                  |                        |
| 34    | USA        | Kenny Cooper      | New York Red Bulls     | neznámá vlajka |                   |                        | neznámá vlajka |                  |                        |

### Hráč měsíce
| #        |         | Hráč              | Klub                 |
| -------- | ------- | ----------------- | -------------------- |
| březen   | Francie | Thierry Henry     | New York Red Bulls   |
| duben    | USA     | Chris Wondolowski | San Jose Earthquakes |
| květen   | Kanada  | Dwayne De Rosario | D.C. United          |
| červen   | USA     | Chris Wondolowski | San Jose Earthquakes |
| červenec | Irsko   | Robbie Keane      | Los Angeles Galaxy   |
| srpen    | Kanada  | Patrice Bernier   | Montreal Impact      |
| září     | USA     | Chris Wondolowski | San Jose Earthquakes |
| říjen    | USA     | Chris Wondolowski | San Jose Earthquakes |

### Nejlepší hráči
- Nejlepší hráč:  Chris Wondolowski (San Jose Earthquakes)
- MLS Golden Boot:  Chris Wondolowski (San Jose Earthquakes)
- Obránce roku:  Matt Besler (Sporting Kansas City)
- Brankář roku:  Jimmy Nielsen (Sporting Kansas City)
- Nováček roku:  Austin Berry (Chicago Fire)
- Nejlepší nově příchozí hráč roku:  Federico Higuaín (Columbus Crew)
- Trenér roku:  Frank Yallop (San Jose Earthquakes)
- Comeback roku:  Eddie Johnson (Seattle Sounders FC)
- Gól roku:  Patrick Ianni (Seattle Sounders FC)
- Zákrok roku:  Nick Rimando (Real Salt Lake)
- Cena Fair Play:  Logan Pause (Chicago Fire)
- Humanista roku:  Chris Seitz (FC Dallas)

#### MLS Best XI 2012
| Brankář                              | Obránci | Záložníci | Útočníci |
| ------------------------------------ | --- | --- | --- |
| Jimmy Nielsen (Sporting Kansas City) | Víctor Bernárdez (San Jose Earthquakes) Matt Besler (Sporting Kansas City) Aurélien Collin (Sporting Kansas City) | Osvaldo Alonso (Seattle Sounders FC) Landon Donovan (Los Angeles Galaxy) Chris Pontius (D.C. United) Graham Zusi (Sporting Kansas City) | Thierry Henry (New York Red Bulls) Robbie Keane (Los Angeles Galaxy) Chris Wondolowski (San Jose Earthquakes) |